# Norfolk (Connecticut)
Norfolk è un comune di 1.676 abitanti degli Stati Uniti d'America, situato nella Contea di Litchfield nello Stato del Connecticut.